# الکساندر گریبایدوف
الکساندر سرگییویچ گریبایدوف، (روسی: Александр Сергеевич Грибоедов)؛ (۱۵ ژانویهٔ ۱۷۹۵ – ۱۱ فوریهٔ ۱۸۲۹) دیپلمات، نمایشنامه‌نویس، شاعر و آهنگساز روس بود. وی در مقام سفیر صاحب‌اختیار روسیهٔ تزاری در ایران، تدوین عهدنامهٔ ترکمانچای را برعهده داشت. او پس از پناه دادن به تعدادی از زنان گرجی که در منازل رجال ایرانی به سر می‌برند و طبق مفاد مادهٔ سیزده عهدنامهٔ ترکمانچای اسیر تلقی می‌شدند و در حملهٔ جمعیت به سفارت روسیه در محله باغ ایلچی تهران کشته شد.
گریبایدوف نمایشنامه‌نویس، شاعر و آهنگسازی بود که عالم روشن‌فکری را کمابیش رها کرد و وارد کار سیاست شد. در حساس‌ترین سال‌های تاریخ ایران در دوران قاجاریان در مذاکرات صلح ترکمانچای و نگارش عهدنامهٔ آن، نقشی اساسی ایفا کرد و مدت کوتاهی پس از عقد عهدنامه، به عنوان وزیر مختار روسیه به ایران آمد.
عهدنامهٔ ترکمانچای در ۲۰ بهمن ۱۲۰۶ در منطقه‌ای به همین نام میان عباس میرزا ولیعهد وقت ایران و گریبایدوف امضا شد و به جدایی بخش‌های وسیعی از خاک ایران و الحاق آن به روسیه، اخذ غرامت ۲۰ میلیون روبلی از ایران و ضبط نسخ خطی کتابخانهٔ شیخ صفی‌الدین اردبیلی و انتقال آن به روسیه انجامید. گریبایدوف پس از امضای این معاهده ۴۰ هزار روبل روسی پاداش و کوتاه مدتی بعد به عنوان سفیر روسیه در تهران، ارتقا مقام گرفت.

## زندگی
الکساندر گریبایدوف در ۱۵ ژانویهٔ ۱۷۹۵ در خانوادهٔ نسبتاً مرفهی در مسکو زاده شد. در یازده سالگی وارد دانشگاه مسکو شد و از ۱۸۱۰ تا ۱۸۱۲ تحصیل در حقوق، ادبیات و علم را پی گرفت. حملهٔ فرانسویان به روسیه در جنگ کریمه مسیر زندگی او را تغییر داد و گریبایدوف در ۲۶ ژوئیهٔ ۱۸۱۲ از سر ناچاری به سواره‌نظام مسکو پیوست؛ زیرا مرگ پدر و ندانم‌کاری مادر، ثروت خانوادگی را بر باد داده بود و در آن زمان پیوستن به ارتش یکی از اصلی‌ترین راه‌های درآمد بود. با این حال او هرگز در عملیات نظامی شرکت نکرد و ۴ سال بعد در ۱۸۱۶ از خدمت در ارتش مرخص شد. پس از مدت کوتاهی از مرخصی گریبایدف ار سوار نظام او به دانشکدهٔ روابط خارجی وارد شد و از همان زمان کار خود را به عنوان دیپلمات آغاز کرد. در همین سال‌ها او به نمایشنامه‌نویسی نیز روی آورد و نخستین نمایشنامهٔ او به نام همسران جوان که نمایشی طنز بود و از اسرار یک زوج اثر کروزه دو لسر اقتباس شده بود در سپتامبر ۱۸۱۵ روی صحنه رفت.
در اوت ۱۸۱۸ گریبایدوف در مقام منشی به هیئت نمایندگی امپراتوری روسیه در ایران پیوست. او پیش از آمدن به تهران یک سال در تفلیس ماند. در ۱۸۲۱ به تفلیس بازگشت و منشی ارتشبد الکسی پترویچ یرمولوف، فرمانده ارتش روسیه در قفقاز شد. رفتار گریبایدوف، بارها باعث خجالت یرمولوف شد. او دو سال بعد به مرخصی طولانی رفت و دوباره به نوشتن نمایشنامه روی آورد. هنگامی که سرانجام در ۱۸۲۵ به تفلیس بازگشت به دلیل آشنایی با کاندارتی ریلییف و آلکساندر بستوژف از رهبران شورشی دکابریست، دستگیر و روانهٔ زندان سن پترزبورگ شد. به سختی توانست ثابت کند که همدمی او با رهبران دکابریست نه سازمانی بلکه صرفاً از سر همزبانی در عرصه فرهنگ و ادب بوده‌است؛ بنابراین پس از چهار از زندان آزاد شد و پس از آزادی با ارتقاء در نظام اداری به تفلیس بازگشت.

## جنگ ایران و روسیه
در ژوئن ۱۸۲۶ جنگ دوم ایران و روسیه آغاز شد و او نمایندگی روسیه در مذاکرات صلح را به عهده گرفت و در ۱۰ فوریهٔ ۱۸۲۸ او معاهدهٔ صلح عهدنامهٔ ترکمانچای را با نمایندگان وقت ایران امضا نمود و آن را شخصاً به تزار الکساندر یکم تحویل داد. در پی این عهدنامه، ایران بخش‌های گسترده‌ای از خاک خود را از دست داد و متعهد به پرداخت جریمه‌ای ۲۰ میلیون روبلی شد. در پی امضای این قرارداد گریبایدوف ارتقا پیدا کرد و خود نیز پاداشی ۴۰ هزار روبلی دریافت نمود.
الکساندر گریبایدوف در ۱۸۲۸ با نینو چاوچاوادزه دختر شانزده سالهٔ شاهزاده الکساندر چاوچاوادزه، شاعر گرجی، ازدواج کرد و پس از مدت کوتاهی در پاییز همان سال به عنوان رئیس هیئتی از طرف تزار با مقام وزیر مختار برای پیگیری مفاد عهدنامهٔ ترکمانچای و دریافت غرامت از ایران، ابتدا به تبریز رفت و توقف کوتاهی در آنجا داشت تا از عباس میرزا درخواست آزادی زندانیان روس را بکند. رفتار گریبایدوف در حضور عباس میرزا چنان بی‌ادبانه بود که بیم آن می‌رفت عباس میرزا از سفیر روسیه بخواهد عذر گریبایدوف را خواسته و او را به روسیه بازگرداند.
گریبایدوف در ۱۱ ژانویهٔ ۱۸۲۹ به تهران رفت و فردای ورود به تهران به نزد فتحعلی‌شاه رفت و استوارنامهٔ خود را تقدیم کرد. او با ایرانیان به ستمگری و درشت‌خویی رفتار می‌کرد و در مسیر خود از تبریز به تهران از درشت‌خویی، قتل و غارت، ترسی نداشت. در تهران نیز برخلاف سایر نمایندگان دولت‌های دیگر، در برابر شاه ایران نمی‌ایستاد. رفتار او در برابر ایرانیان به‌طوری بود که حتی الکسی پترویچ یرمولوف فرمانده قوای پیروز روس (که خود، شخصی خونریز، ظالم، بی‌رحم، و غارتگر بود) در برابر ایران به او توصیه نموده بود «نباید مردمان مغلوب را خانه‌خراب کرد» هر چند گریبایدوف پاسخ داده بود «ایرانیان فقط در برابر قدرت خاضع‌اند».

## حمله به سفارت روسیه و قتل گریبایدوف

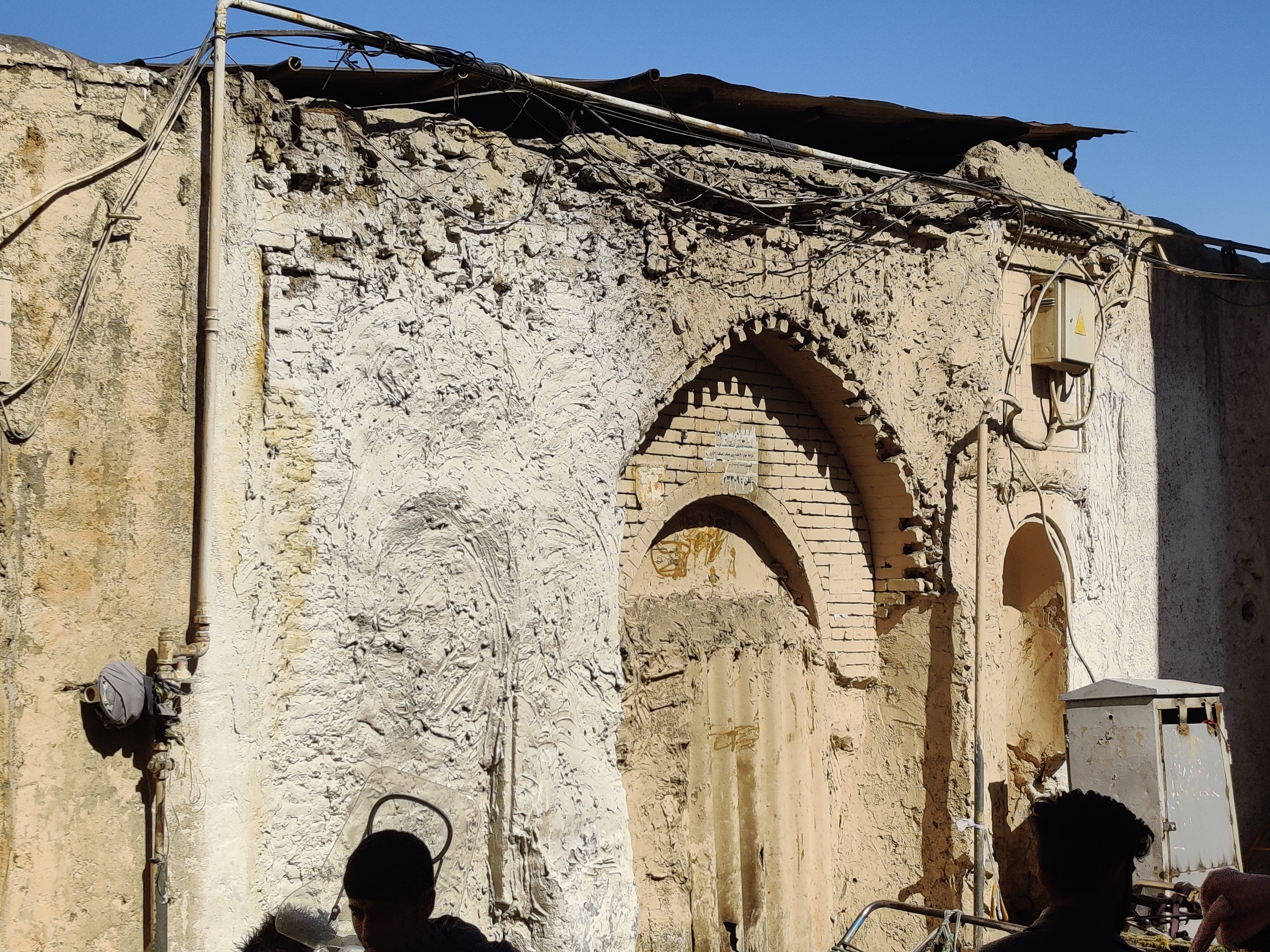
باقی‌ماندهٔ باغ ایلچی (محل قتل گریبادوف) در بازار تهران

هنگامی که او به تهران رسید متوجه شد تعدادی از زنان گرجی در منازل رجال ایرانی به سر می‌برند. او طبق مفاد مادهٔ سیزده عهدنامهٔ ترکمانچای آنان را اسیر تلقی کرد و از دولت ایران درخواست استرداد آنان را نمود. با کمک و هدایت میرزا یعقوب ارمنی یکی از خواجه‌های حرم‌سرای فتحعلی‌شاه قاجار، که گویا در زمان آقامحمدخان قاجار در تفلیس به اسارت رسیده بود و به ظاهر مسلمان شده و بدهکاری پیدا کرده بود از فرصت استفاده کرد. سرانجام با پافشاری گریبایدوف دو زن ارمنی، که به گفتهٔ ایرانیان مسلمان شده بودند و در منزل الله‌یار خان آصف‌الدوله وزیر امور خارجهٔ آن هنگام، به سر می‌برند به هیئت روسی پناهنده شدند. (گفتهٔ دیگر این است که این زنان، مسلمان شده بوده و از آصف‌الدوله صاحب فرزند هم بودند. فتحعلی‌شاه با دادن نامه‌ای به گریبایدوف می‌گوید چگونه می‌خواهی آنان را ببری درحالی‌که مسلمانند و صاحب فرزند شدند؟ اما گریبایدوف مقاومت می‌کند. فتوای میرزا مسیح مجتهد و تیراندازی به سه تن از معترضان تجمع کرده در سفارت روسیه در تهران، باعث قتل گریبایدوف شد).
روز ۲۹ ژانویهٔ ۱۸۲۹ (۹ بهمن ۱۲۰۷ خورشیدی) به دستور رستم بیگ از همراهان ایرانی گریبایدوف در سفارت روسیه، زنان ارمنی را که در فکر پناهندگی به روسیه بودند به یکی از گرمابه‌های نزدیک سفارت بردند. برخی گرمابه بردن زنان ارمنی را نقطهٔ اوج برانگیختن خشم مردم در تهران دانسته‌اند. در کتاب دیپلماسی و قتل در تهران به نوشتهٔ لارنس کلی «هیچ کاری احمقانه‌تر از این نمی‌شد انجام داد. گرمابه رفتن یا تن و بدن شستن یکی از مراسم مهم پیش از ازدواج به شیوهٔ اسلامی است. وقتی دیگ صبر مردم به جوش آمد و سفارت مورد حمله قرار گرفت نیروهای امنیتی از ترس مردم به ارگ شهر پناه بردند و شاه و عمله‌های دربار پشت درهای مسدود ارگ زندانی شدند. هنگامی که الله‌یار خان آصف‌الدوله صدراعظم می‌خواست جماعت معترض را بر سر عقل آورد مورد اصابت سنگ و کلوخ و دشنام پی‌درپی قرار گرفت». مردم فریاد می‌زدند: «برو برای روس‌ها پااندازی زنانت را بکن! همان بهتر که دائم به ریش درازت گلاب بزنی! عباس میرزا روح و جسمش را به امپراتور فروخته‌است. بزن به چاک و الاّ قیمه‌قیمه‌ات می‌کنیم».

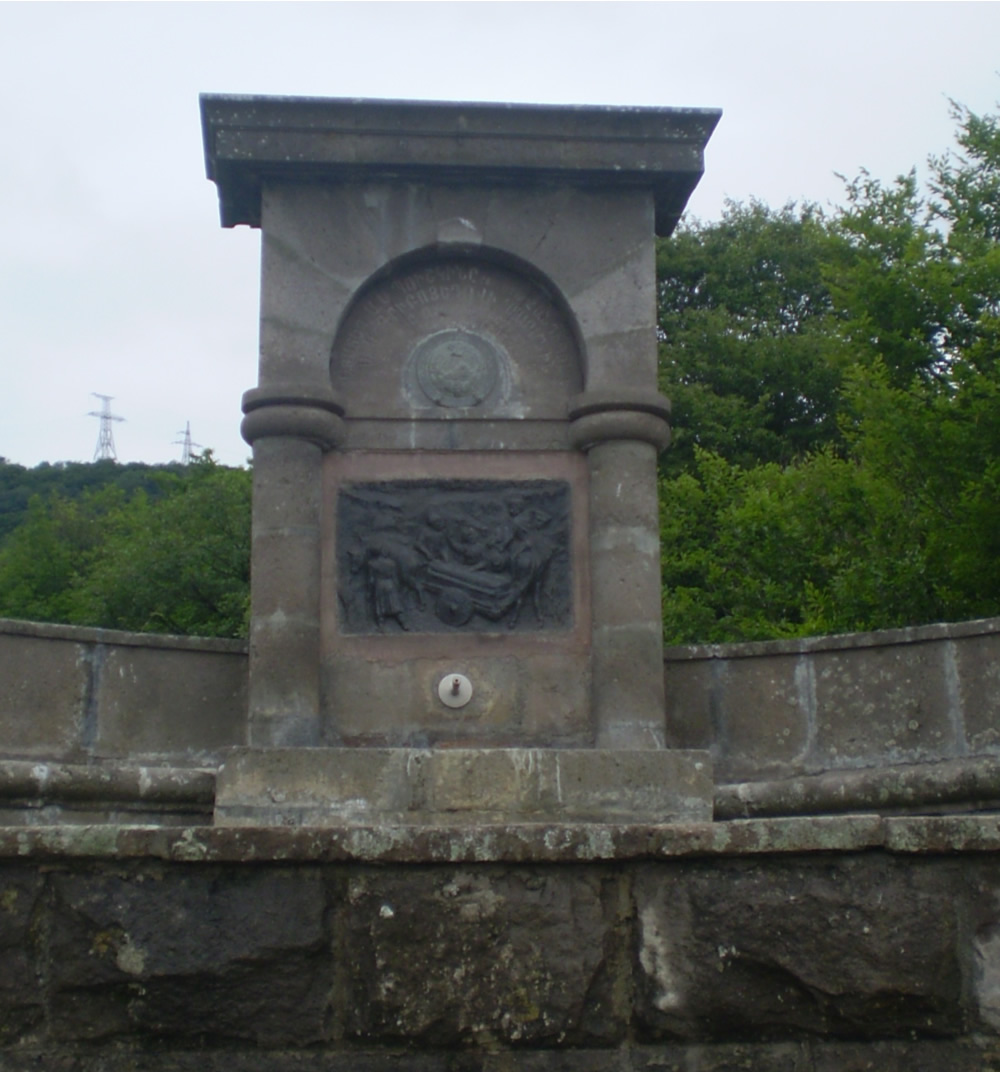
بنای یادبود گریبایدوف در زمان اتحاد جماهیر شوروی سوسیالیستی در دیلیجان، ارمنستان در محلی که الکساندر پوشکین جنازه الکساندر گریبایدوف را در راه حمل به تفلیس دید. سنگ‌نوشتهٔ روی این بنا می‌گوید: «در اینجا آ.اس. پوشکین بدن آ.اس. گریبایدوف را دید».

بسیاری از مردم در تهران از بسته شدن عهدنامه ترکمانچای خشمگین بودند و پس از آن‌که میرزا یعقوب ارمنی به سفارت روسیه پناهنده شد، عده‌ای از مردم به تحریک مجتهدی به نام میرزا مسیح مجتهد، در ۱۱ فوریهٔ ۱۸۲۹ به سفارت روسیه حمله کردند. جمعیتی ۴–۵ هزار نفری با چوب و چماق در برابر سفارت جمع شدند و به داخل سفارت سنگ‌پرانی می‌کردند و صدای تیراندازی به گوش می‌رسید که ناگهان جمعیت وارد حیاط سفارت شد. در مرحلهٔ نخست، چند قزاق و مستخدم سفارت و چند نفر از مهاجمان هم به ضرب گلولهٔ محافظان کشته شدند. اما کم‌کم مهاجمان بیشتری که به سلاح گرم مجهز بودند هم به سفارت ریختند.
قزاقان مأیوسانه می‌جنگیدند تا حیاط را از جمعیت خالی کنند. اما شمارشان کافی نبود. در همین موقع مهاجمان از دیوار محل سکونت سفیر بالا رفتند و از همان‌جا شروع به تیراندازی کردند. سپس طاق اتاق خواب را سوراخ کردند تا بتوانند به پایین تیراندازی کنند. یکی از نخستین گلوله‌ها گریبایدوف را از پای درآورد. یادداشت‌نویسی که آخرین لحظات زندگی سفیر وقت روسیه در تهران را روایت کرده می‌نویسد: آخرین کلماتی که از او شنیدم این بود «فتحعلی‌شاه فتحعلی‌شاه اصلاً برایم مهم نیست یا چیزی شبیه این».
مردم خشمگین هر کس را یافتند کشتند و تنها مالتسوف، دبیر اول سفارت که خود را به لباس مبدل درآورده بود جان سالم به در برد. سرانجام جنازهٔ مثله‌شدهٔ گریبایدوف شناسایی و به تفلیس فرستاده و در همان شهر دفن شد.

### خون‌بها
با قتل گریبایدوف، ایران و روسیه در آستانهٔ جنگ دیگری قرار گرفتند که با اعزام هیئتی عالی‌رتبه شامل خسرو میرزا قاجار پسر عباس میرزا، میرزا تقی‌خان (بعدها امیرکبیر) و محمدخان زنگنه امیرنظام به مسکو با در دست داشتن نامهٔ عذرخواهی فتحعلی‌شاه برای تزار نیکلای یکم، کار به مصالحه کشید و میرزا مسیح به تقاضای دولت روس به عتبات تبعید شد.
همچنین فتحعلی‌شاه به منظور دلجویی و خون‌بها الماس گرانبهای ۸۸ قیراطی (معروف به الماس شاه) که هنگام فتح هندوستان به دست نادرشاه افشار افتاده بود را توسط نوه‌اش خسرو میرزا در سنت پترزبورگ به تزار نیکلای یکم تقدیم کرد.
هرچند تلاش گریبایدوف برای تعدیل غرامتی که روسیه از ایران می‌خواست با نظر مساعد دولت روسیه مواجه نشده بود اما پس از مرگ او، وقتی شاه ایران فرستادگانی ویژه برای پوزش از قتل گریبایدوف و همراهانش نزد امپراتور روسیه فرستاد تزار پذیرفت بخشی از بدهی ایران تخفیف یابد.

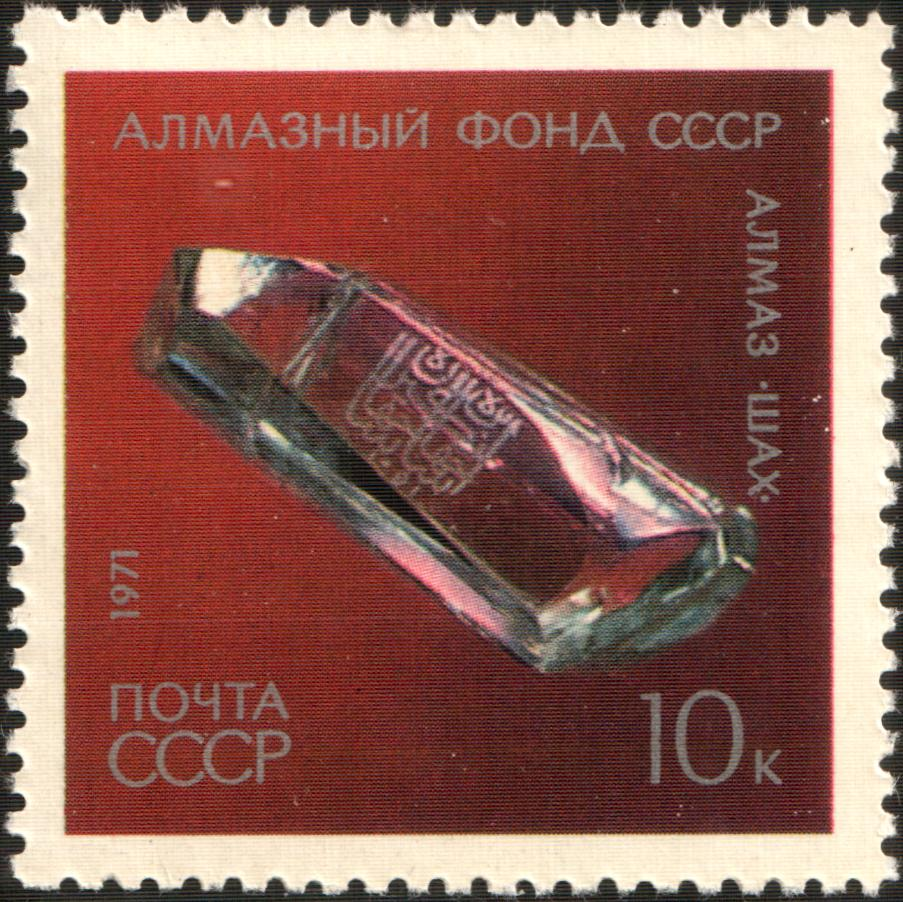
نگارهٔ الماسِ شاه روی تمبر اتحاد سابق جماهیر شوروی در سال ۱۳۵۰

### ادعای دخالت بریتانیا
در فوریهٔ ۲۰۱۶ نیکیتا میخالکوف، رئیس اتحادیهٔ سینماتوگرافی روسیه و کارگردان سرشناس روس که در حال ساخت فیلمی از زندگی‌نامهٔ گریبایدوف بود اعلام نمود: «ما ثابت کردیم که «اراذل و اوباش عصبانی مسلمان» مسبب قتل گریبایدوف نبودند. بلکه این قتل سیاسی به شکل خونسردانه‌ای توسط بریتانیایی‌ها طراحی و اجرا شده بود».
وی گفت «گریبایدوف مانعی در راه ابریشم» بود. آن‌ها از تمام خصوصیات اخلاقی او سوءاستفاده کردند: تندخویی، جاه‌طلبی و حسادت معینی نسبت به الکساندر پوشکین. آن‌ها او را به لحظه‌ای رساندند که دیگر راه خروجی وجود نداشت و او به قتل رسید.

## میراث

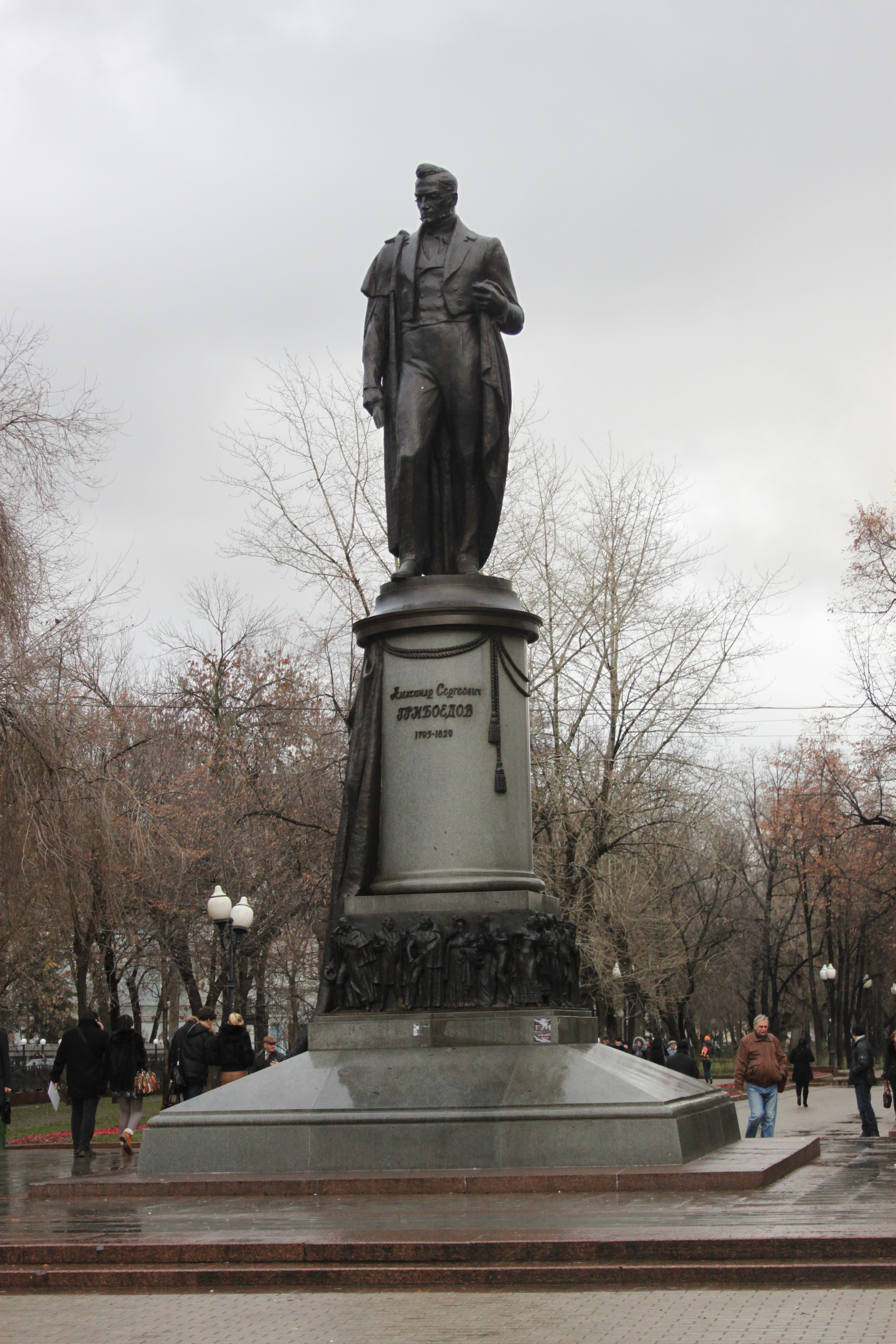
یادمان در مسکو

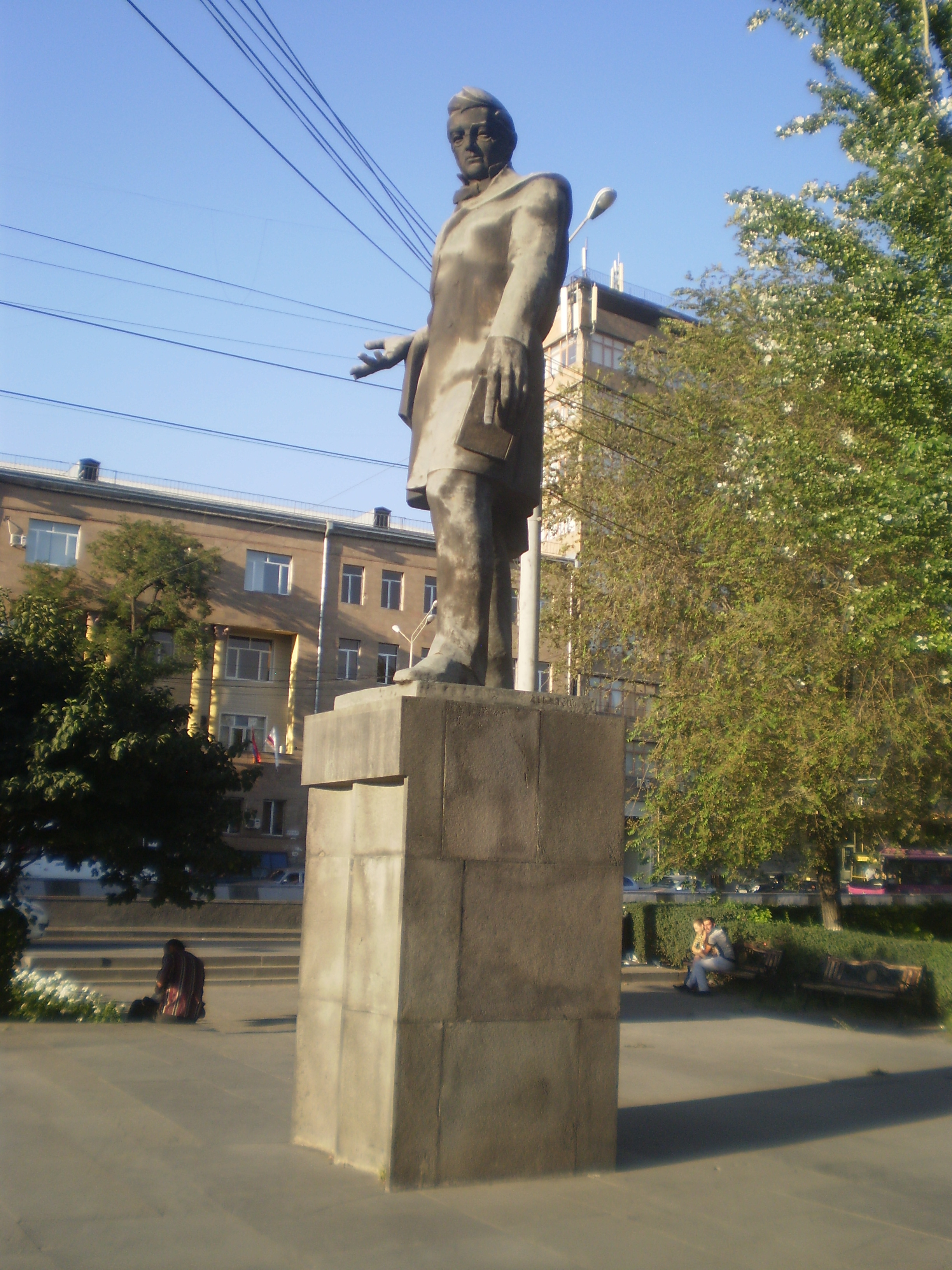
مجسمهٔ گریبایدوف در ایروان، ارمنستان

انجلا برینتلینگر نویسنده گفته‌است «نه تنها معاصران گریبایدوف زندگی او را همچون زندگی یک قهرمان ادبی می‌دانستند-نهایتاً چند روایت نوشتند که او از شخصیت‌های اصلیشان بود- بلکه خود گریبایدوف خودش را یک قهرمان و زندگی‌اش را همچون یک روایت می‌دید. گرچه شواهد ادبی برای اثبات این وجود ندارد، با وارسی نامه‌ها و گزارش‌های گریبایدوف، بر ساختن روایتی تاریخی که به پارادایم‌های رفتاری و ادبی زمانهٔ او جور است و به یک رمان ماجراجویی در شرق وحشی شبیه است ممکن است».
یکی از زمینه‌های اصلی رمان طنزآمیز مرشد و مارگاریتای میخائیل بولگاکف به نام گریبایدوف نامگذاری شده، مشابه کانال گریبایدوف در مرکز سنت پترزبورگ. یکی از خیابان‌های مرکزی تفلیس، پایتخت گرجستان، به افتخار گریبایدوف نامگذاری شده‌است. این خیابان را خیابان الکساندر چاوچاوادزه که به افتخار پدرزن گریبایدوف، شاعر نامدار گرجی، الکساندر چاوچاوادزه، نامگذاری شده قطع می‌کند.
در ۱۷ آوریل ۱۹۴۴ پراودا مطلبی طولانی در مورد مراسم جشن صد و پنجاهمین سالگرد تولد گریبایدوف منتشر کرد که مسئولان عالی‌رتبه، رهبران نظامی، دیپلمات‌ها، نویسندگان و هنرمندان در تالار بولشوی در آن شرکت کرده بودند. رمان‌نویس و قائم مقام استالین لئونید لئونوف در رثای گریبایدوف سخنرانی کرد و مخصوصاً از عشق او به سرزمین پدری‌اش یاد کرد.
مراسم پذیرفتن خسرو میرزا نوهٔ شاه در کاخ زمستانی، و پذیرفتن الماس شاه از او توسط تزار نیکولای در فیلم کشتی روسی ساخته شده در روسیه در سال ۲۰۰۲ به نمایش درآمده.

## نمایشنامه‌ها
- ۱۸۱۵ - همسران جوان، کمدی تک‌صحنه‌ای.
- ۱۸۱۷ - دانش‌آموز، با همکاری پاول کاتینین، کمدی منثور در سه صحنه، هجوی دربارهٔ گروه ادبی «آرزاماس».
- ۱۸۱۸ - همه در خانواده، با همکاری پرنس شاخافسکوی و نیکلای خملنیسکی.
- ۱۸۱۸ - خیانت ساختگی، با همکاری گندره.
- ۱۸۲۴ - فغان از زیرکی، بزرگ‌ترین دستاورد ادبی گریبایدوف شناخته شده‌است و متن کامل آن در ۱۸۶۱ منتشر شد.

## در ایران

### کتابنامهٔ فارسی
دربارهٔ نویسنده و آثارش:
- یوری تینیانوف، مرگ وزیر مختار. ترجمهٔ مهدی سحابی، انتشارات امیرکبیر، ۱۳۵۸
- آلسکی واسله لوفسکی، «دربارهٔ آلکساندر گریبایدوف». ترجمهٔ ابراهیم یونسی، سیری در نقد ادبیات روس، نشر نگاه، ۱۳۶۹
- لارنس کلی، گریبایدوف شاعر سیاست‌پیشه، ترجمهٔ غلام‌حسین میرزاصالح، نشر نگاه معاصر، ۱۳۸۶

### سایر
- مجموعهٔ تلویزیونی وزیرمختار بر اساس زندگی گریبایدوف در سال ۱۳۷۰ در ایران ساخته شد. کارگردان: سعید نیک‌پور و بازیگر نقش گریبایدوف: ایرج راد.